# Agnieszka Karcz
Agnieszka Karcz (ur. 11 września 1981) – polska piłkarka, nauczycielka.

## Kariera
Ukończyła studia w Akademii Wychowania Fizycznego w Katowicach, pracuje jako nauczycielka wychowania fizycznego w Zespole Szkól nr 1 w Bukownie.
Z drużyną Czarnych Sosnowiec wywalczyła mistrzostwo Polski (1999) oraz trzykrotnie Puchar Polski (1998/1999, 2000/2001, 2001/2002), była też jego finalistką (2004/2005). Następnie zawodniczka Sparty Lubliniec, AZS Wrocław, RTP Unii Racibórz. Przerwała karierę piłkarską, następnie ponownie grała w barwach Wandy Kraków.
W reprezentacji Polski debiutowała 15 czerwca 2001. Łącznie do 2005 roku rozegrała w kadrze A 7 spotkań. Ma za sobą także występy w zespole narodowym U-18.